# Хубутия, Бидзина Илларионович
Бидзина Илларионович Хубутия (28 декабря 1928 — 17 декабря 2002) — советский и российский хирург. Доктор медицинских наук, профессор (1967), заведующий кафедрой РязГМУ. Заслуженный деятель науки РФ.

## Биография
Родился в селе Джвари Зугдидского района.
Окончил 1-й Московский медицинский институт (1952) и аспирантуру при кафедре топографической анатомии и оперативной хирургии Рязанского медицинского института имени академика И.П. Павлова (1955).
Защитил кандидатскую диссертацию на тему «Топография сердечно-аортального сплетения и анатомическое обоснование методики его обезболивания» (1955) и докторскую на тему «Операция анонимо-пульмонального анастомоза и её экспериментально-анатомическое обоснование» (1966).
Ученик проф. Егорова М. А. и его преемник в должности зав. кафедрой. Доцент (1959).
В 1963 году в институте по его инициативе была создана Центральная научно-исследовательская лаборатория.
С 1964 г. заведующий кафедрой нормальной, топографической анатомии и оперативной хирургии Рязанского государственного медицинского университета им. акад. И.П. Павлова (до 1994 институт).
С 1966 по 1987 год проректор по научной работе РМИ.
Научная деятельность посвящена вопросам топографической анатомии и оперативной хирургии сердца, а также применению лазеров в медицине.
Подготовил 5 докторов и 26 кандидатов наук.
Похоронен на Скорбященском кладбище г. Рязани, участок почетных захоронений.
Племянник - М. Ш. Хубутия.
Публикации:
- Иллюстрированное пособие для изготовления топографо-анатомических препаратов [Текст] : в 2-х ч. Ч. 1. Верхняя и нижняя конечности / Б. И. Хубутия, З. С. Ермолова; Рязан. мед. ин-т им. акад. И. П. Павлова. - Рязань : [б. и.], 1977. - 107 с.
- Клиническая анатомия и оперативная хирургия перикарда и коронарных сосудов : пособие для врачей и студентов / Б. И. Хубутия. - Рязань : [б. и.], 1974. - 226 с. - Б. ц.
- Современные диагностические вмешательства на коронарном синусе сердца / Б. И. Хубутия, И. Б. Бойко; под ред. С. Ш. Харнаса. - Саратов : Изд-во Саратовского университета, 1986. - 125 с. - 1.15 р. Библиогр.: с. 113-126
- Хирургические доступы к пищеводу [Текст] : пособие для врачей и студентов / Б. И. Хубутия, Д. Д. Цанава; Рязан. мед. ин-т им. акад. И. П. Павлова. - Рязань : Б. и, 1976. - 200 с.

## Награды
- заслуженный деятель науки Российской Федерации.
- Орден Почёта
- медали «За доблестный труд», «Ветеран труда»,
- нагрудные знаки «Отличнику здравоохранения», «Отличник высшей школы», «Изобретатель СССР».